# 새턴 이온

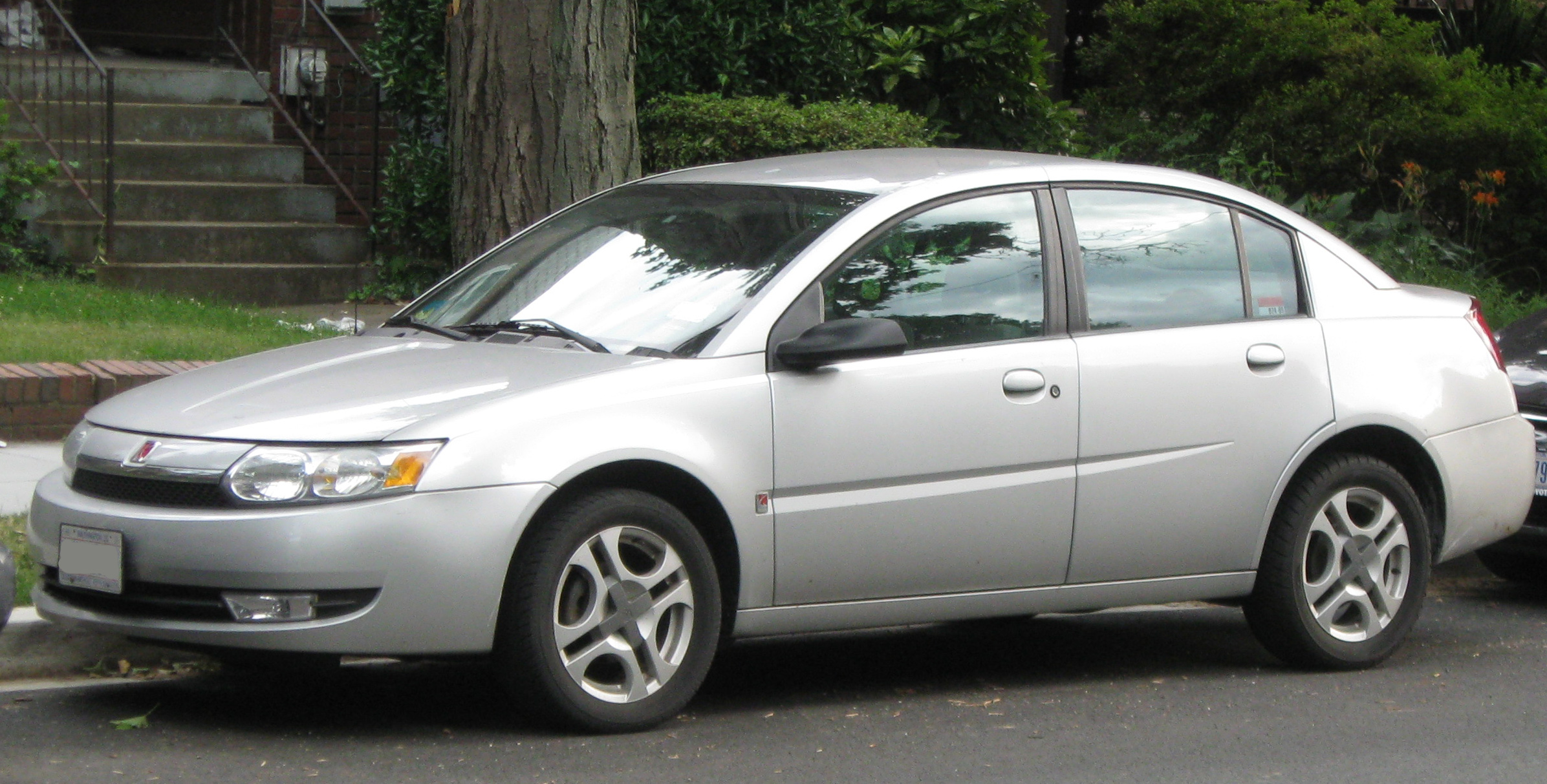

새턴 이온(Saturn Ion) 또는 새턴 아이온은 2003년부터 2007년 사이 새턴에 의해 판매된 콤팩트 카이다. 2002년 새턴 S 시리즈로 대체되었으며
2008년에는 신형 새턴 아스트라로 대체되었다. 아이온 생산은 2007년 3월 29일 종료되었다.